# Ким Тхэ Хван (футболист)
Ким Тхэ Хван (кор. 김태환; род. 24 июля 1989, Кванджу) — южнокорейский футболист, защитник клуба «Чонбук Хёндэ Моторс» и сборной Южной Кореи.

## Игровая карьера

### Клубная карьера
Ким начал карьеру в клубе «Сеул», за который дебютировал в Кей-лиге 18 апреля 2010 года в матче против «Ульсан Хёндэ»; матч закончился победой «Сеула» со счётом 3:0. В составе «Сеула» отыграл три сезона, за которые выиграл два чемпионских титула и Кубок лиги Республики Корея.
В 2013 году Ким перешёл в «Соннам», за который играл в течение двух сезонов и выиграл Кубок страны.
В январе 2015 года Ким перешёл в «Ульсан Хёндэ», игроком которого является до сих пор, в составе этой команды он выиграл Лигу чемпионов АФК в 2020 году, а также 2 чемпионских титула в 2022 и 2023 годах. Помимо этого он проходил службу в армии, играя за клуб «Кимчхон Санму» с 2017 по 2018 год.

### Карьера в сборной
Ким играл за молодёжную и олимпийские сборные. Дебютировал за национальную сборную 30 января 2014 года в товарищеском матче против сборной Мексики, который закончился победой мексиканцев со счётом 4:0.
Осенью 2022 года был включён в состав национальной сборной на чемпионат мира 2022 года, но на турнире на поле так и не вышел.

## Достижения
«Сеул»
- Чемпион Республики Корея (2): 2010, 2012
- Обладатель Кубка Корейской лиги: 2010

«Соннам»
- Обладатель Кубка Республики Корея: 2014

«Ульсан Хёндэ»
- Победитель Лиги чемпионов АФК: 2020
- Чемпион Республики Корея (2): 2022, 2023